# Lista localităților din Elveția - Z
| Localitățile din Elveția - ghid alfabetic A \| B \| C \| D \| E \| F \| G \| H \| I \| J \| K \| L \| M \| N \| O \| P \| Q \| R \| S \| T \| U \| V \| W \| X-Y \| Z Lista parțială a localităților din Elveția - Ultima actualizare: 01.01.2010 |

| Localitățile din Elveția - litera Z Zauggenried, BE, 314 \| Zäziwil, BE, 1550 \| Zeglingen, BL, 468 \| Zeihen, AG, 879 \| Zeiningen, AG, 1893 \| Zell (LU), LU, 1985 \| Zell (ZH), ZH, 4735 \| Zeneggen, VS, 255 \| Zermatt, VS, 5423 \| Zernez, GR, 1017 \| Zetzwil, AG, 1224 \| Ziefen, BL, 1401 \| Zielebach, BE, 335 \| Zihlschlacht-Sitterdorf, TG, 1981 \| Zillis-Reischen, GR, 376 \| Zizers, GR, 2977 \| Zofingen, AG, 9713 \| Zollikofen, BE, 9187 \| Zollikon, ZH, 11937 \| Zuchwil, SO, 8923 \| Zufikon, AG, 3649 \| Zug, ZG, 23287 \| Zullwil, SO, 602 \| Zumholz, FR, 433 \| Zumikon, ZH, 4726 \| Zunzgen, BL, 2441 \| Zuoz, GR, 1259 \| Zürich, ZH, 342518 \| Zuzgen, AG, 815 \| Zuzwil (BE), BE, 497 \| Zuzwil (SG), SG, 4069 \| Zweisimmen, BE, 2835 \| Zwieselberg, BE, 232 \| Zwingen, BL, 2035 \| Zwischbergen, VS, 127 \| |